# Štěnice ptačí
Štěnice ptačí (Oeciacus hirundinis) je druh polokřídlého hmyzu z čeledi štěnicovitých.

## Popis
Štěnice ptačí má velikost 3 až 4 milimetry. Přední kraj štítu je jen mírně vykrojen.

## Význam
Parazituje na břehuli říční, vlaštovce obecné, jiřičce obecné, vrabci domácím a rorýsi obecném. Výjimečně může vnikat do lidských obydlí a sát na člověku nebo na jiných teplokrevných obratlovcích.